# Campares
Campares (en aragonés Camparés) es una localidad despoblada española perteneciente al municipio de Sabiñánigo, en la comarca del Alto Gállego, provincia de Huesca, Aragón.

## Geografía
Situado al noroeste de la cabecera del Barranco Camparés, a unos 900 metros sobre el nivel del mar

## Historia
Puede encontrarse en la bibliografía también como Pardina Camparés o Pardina de Campares.
Cerca de la pardina se pueden encontrar los restos del poblado medieval y castillo de Aracastiello.

## Demografía
Datos demográficos de la localidad de Campares desde 1900:
| --                    | -- | -- | -- | -- | -- | -- | -- | 7 | 5 | 0 | 0 | 0 |
| (Fuente: IAEST e INE) |    |    |    |    |    |    |    |   |   |   |   |   |

- Aparece en el Nomenclátor a partir del año 1981.
- Datos referidos a la población de derecho.

## Monumentos
- Ermita de San Vicente (siglo XVII)